# Okjökull

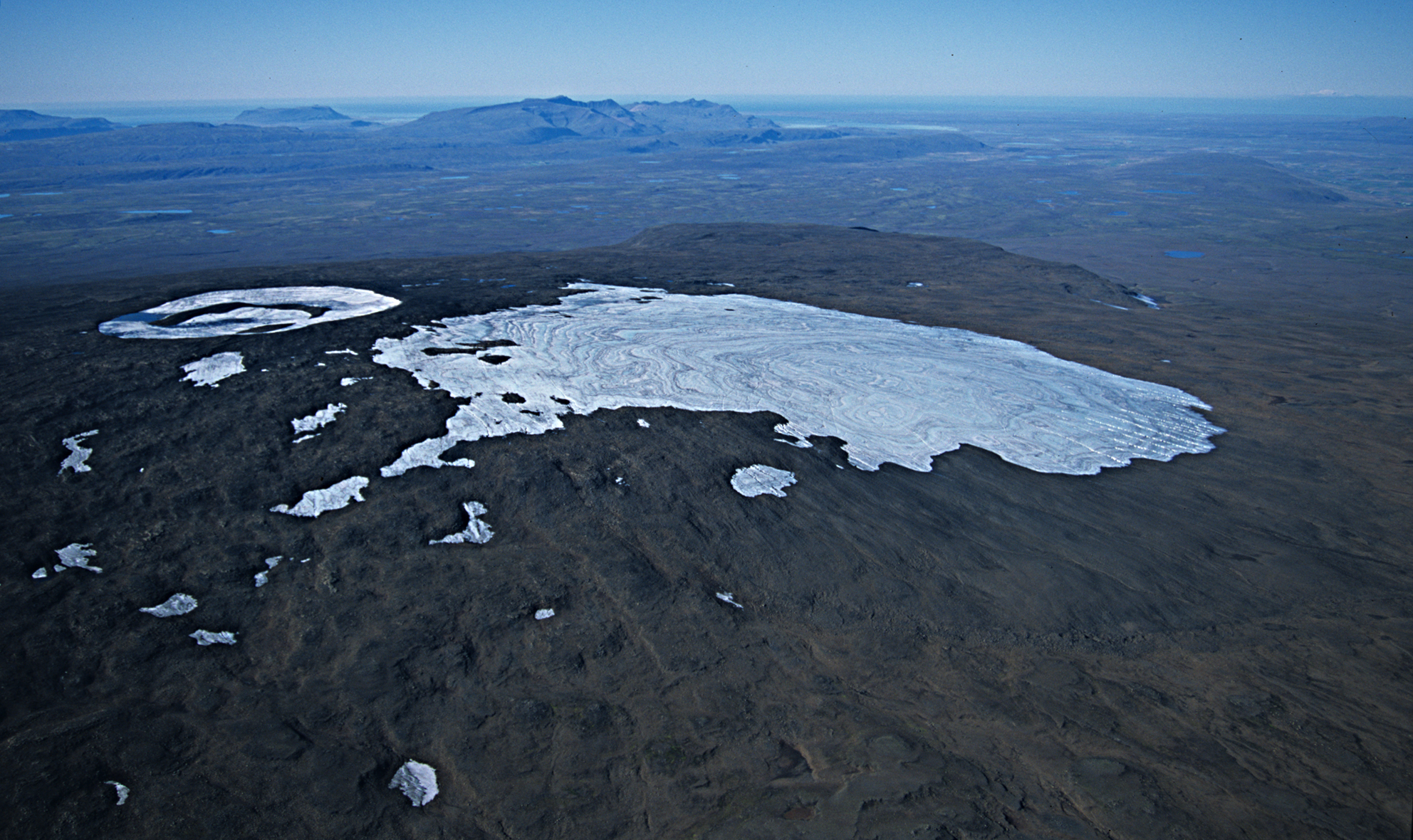
Okjökull 2003.
Fotka: Oddur Sigurðsson

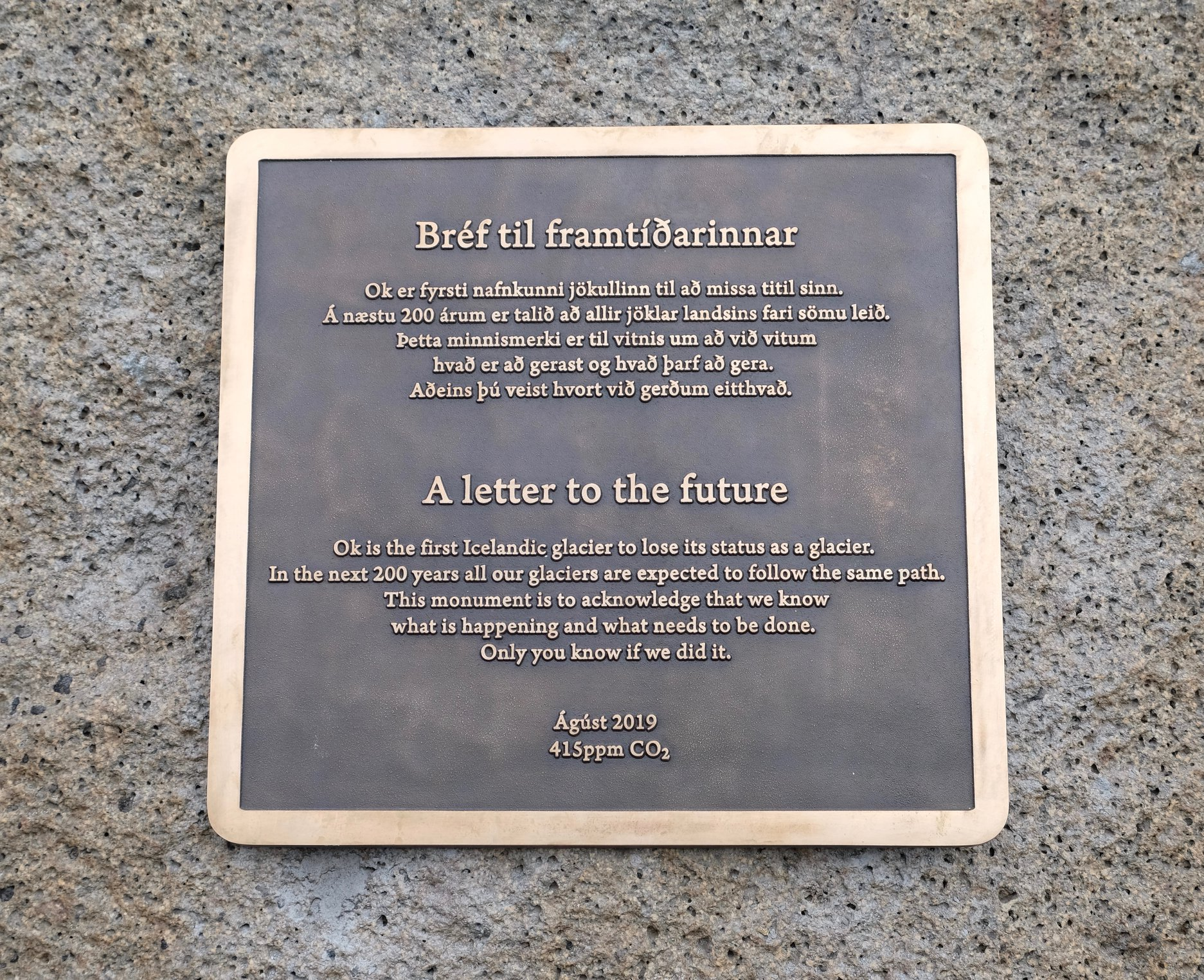
Pamětní deska (2019)

Okjökull (česky: Ledovec Ok) byl ledovec v západním Islandu na vrcholu sopečné hory Ok.
Ok se nachází na fjordu Borgarfjörður na západě Islandu, severovýchodně od Reykjavíku. Ledovec byl v roce 2014 prohlášen za zaniklý glaciologem Oddurem Sigurðssonem. Sto let předtím pokrýval ledovec 15 km2 a dosahoval výšky 50 metrů. V roce 2018 natočili antropologové Cymene Howe a Dominic Boyer z Riceovy University v Houstonu dokument o jeho zániku, Not Ok, a navrhli pamětní desku. Deska byla nainstalována 18. srpna 2019 s textem „Dopis budoucnosti“ islandského spisovatele Andriho Snæra Magnasona v islandštině a angličtině:
| „ | Ok je první islandský ledovec, který přišel o svůj status ledovce. V dalších 200 letech se očekává, že jeho osud stihne všechny naše ledovce. Tahle pamětní deska je svědkem toho, že víme, co se děje a jak tomu zabránit. Jestli jsme tomu zabránili, to víte už jen vy. | “ |

Na konci je hodnota atmosférického oxidu uhličitého za tento měsíc: 415 ppm odkazující na rekordní množství CO2 v atmosféře, naměřené 11. května 2019 observatoří na sopce Mauna Loa na Havajských ostrovech. Slavnostního ceremoniálu se zúčastnila předsedkyně vlády Islandu Katrín Jakobsdóttir, ministr životního prostředí Guðmundur Ingi Guðbrandsson a bývalá irská prezidentka Mary Robinson. Účelem odhalení pamětní desky bylo zvýšit povědomí o tání islandských ledovců v důsledku globálního oteplování. Ještě před tím NASA Earth Observatory tweetovala fotografie ledovce v roce 1986 a 2019.
Premiérka Katrín Jakobsdóttir v prosinci 2019 vyzvala světové lídry v londýnském Chatham House, sídle britského think tanku Royal Institute of International Affairs, aby přestali rozvoj měřit prostřednictvím HDP a soustředili se na ekologii a rodinné prostředí. Jako příklad negativního dopadu současného žebříčku ekonomických hodnot uvedla zánik ledovce Okjökull.